# Beagle 2

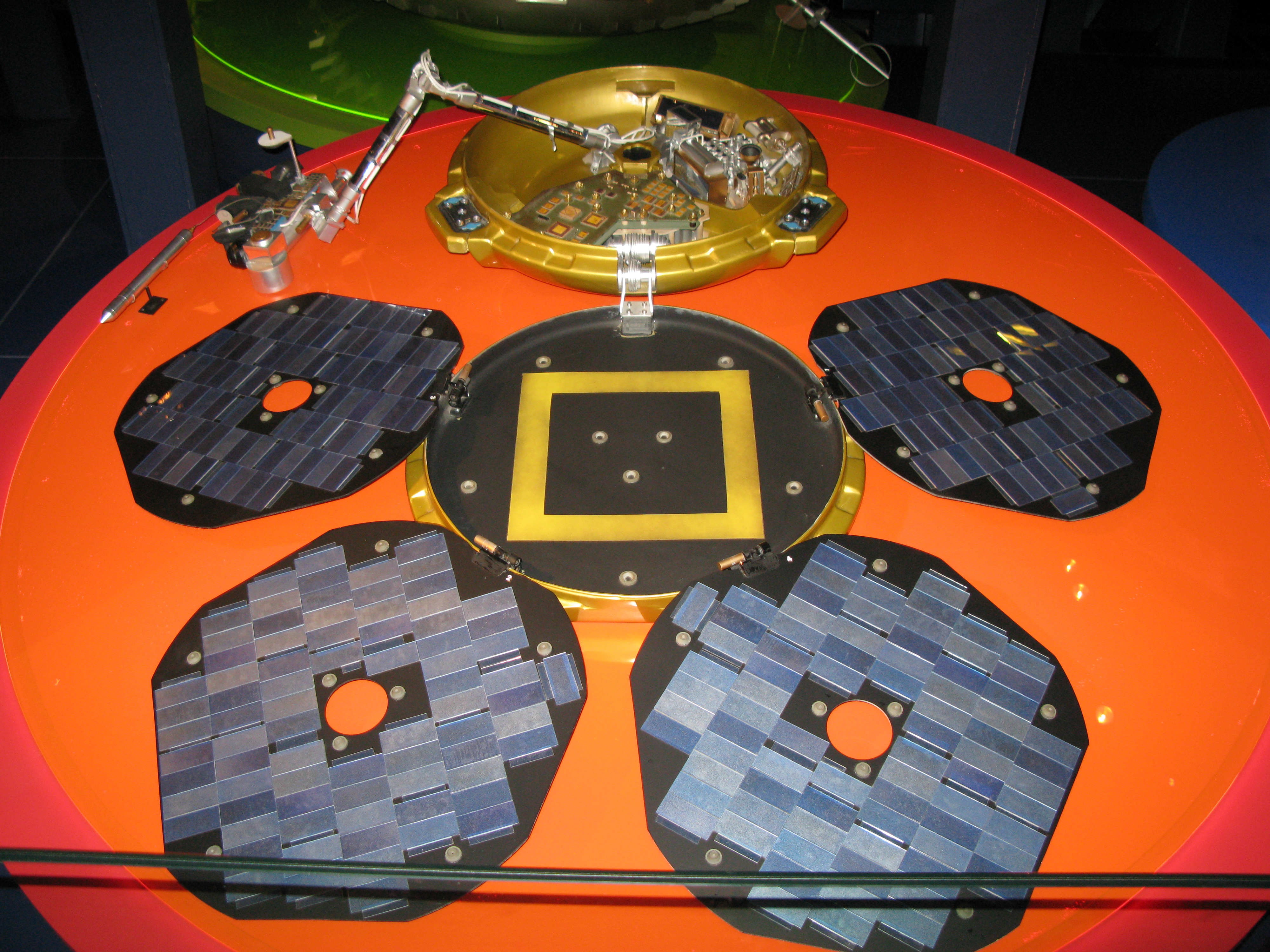
Beagle-2-Replika

Beagle 2 war die Landeeinheit der Mars-Express-Mission der Europäischen Weltraumorganisation (ESA). Sie wurde unter der Leitung von britischen Universitäten entwickelt und konstruiert. Beagle 2 war am 19. Dezember 2003 von ihrer Muttersonde abgekoppelt worden und landete wahrscheinlich nach einem fünftägigen Flug in der Nacht vom 24. auf den 25. Dezember 2003 auf der Marsoberfläche. Da kein Funkkontakt zur Sonde hergestellt werden konnte, wurde sie am 11. Februar 2004 für verloren erklärt. Sie konnte erst nach mehr als elf Jahren auf Bildern aus dem Mars-Orbit eindeutig identifiziert werden.
Treibende Kraft und letztendlicher Leiter des Projekts war Colin Pillinger, Professor an der Open University im englischen Milton Keynes. Ihm gelang es, die ESA davon zu überzeugen, die nur 57 Kilogramm wiegende Beagle an Bord des Mars Express mit auf die Reise zum Mars zu nehmen.
Der Name „Beagle“ geht auf das Expeditionsschiff Beagle zurück, mit dem Charles Darwin eine fünfjährige Expedition durchführte, um die Küstenlinie Südamerikas zu kartieren.

## Geplanter Missionsverlauf
Beagle 2 besaß keinen eigenen Antrieb und war während der Sinkphase von der Erde aus nicht steuerbar. Die Landeeinheit erhielt die Energie für den Flug aus der Bewegung ihrer Muttersonde Mars Express. Nachdem acht Stunden lang kein Kontakt zu der Sonde möglich war, erfolgte die Abkopplung planmäßig am 19. Dezember 2003.
Die Landeeinheit hatte einen Hitzeschild zum Schutz während des Eintritts in die Mars-Atmosphäre. Die Geschwindigkeit sollte sich in dieser Phase von rund 20.000 Kilometern pro Stunde auf 1200 Kilometer pro Stunde reduzieren. Am Hitzeschild wurden zu diesem Zeitpunkt Temperaturen von bis zu 1700 Grad Celsius erwartet.
Die geplante Öffnung eines ersten Fallschirms in einer Höhe von rund sieben Kilometern, der die Geschwindigkeit weiter auf 335 Kilometer pro Stunde abbremsen sollte, konnte bereits nicht mehr bestätigt werden. 2,6 Kilometer über der Marsoberfläche sollte dann der Hauptfallschirm geöffnet werden. In einer Höhe zwischen 275 Metern und 200 Metern über dem Boden sollten die Gas-Airbags gefüllt werden. Laut Plan hätte die Landeeinheit nun eine senkrechte Geschwindigkeit von 56 Kilometern pro Stunde und eine horizontale Geschwindigkeit von 129 Kilometern pro Stunde gehabt.
Das Airbag-System sollte die mit etwa 50 bis 60 Kilometern pro Stunde auf den Marsboden auftreffende Landeeinheit während des Aufpralls schützen. Das britische Landesystem besaß im Gegensatz zu den Landesystemen der beiden amerikanischen Mars Exploration Rover Spirit und Opportunity keine Bremsraketen, die die horizontale und vertikale Geschwindigkeit kurz vor dem Aufsetzen nochmals reduziert hätten. Auf dem Marsboden zum Stillstand gekommen, sollten die Airbags abgetrennt werden.
Nach der Landung sollte das Landegerät mittels eines Bohrers (PLUTO, Planetary Underground Tool) bis zu drei Bodenproben aus maximal 1,5 Meter Tiefe entnehmen und sie direkt vor Ort untersuchen. Durch die Analyse der Verbrennungsgase des Marsbodens sollte nachgewiesen werden, ob es Leben auf dem Mars gibt oder gab. Neben anderen Instrumenten waren noch Panoramakameras und ein Steinschleifgerät an Bord.

## Verlust der Sonde
Nach der Abtrennung von der Muttersonde konnte jedoch kein Funksignal von Beagle 2 empfangen werden. Am 11. Februar 2004 wurde in einer Pressemitteilung der ESA Beagle 2 offiziell für verloren erklärt. Die ESA und Großbritannien kündigten eine gemeinsame Untersuchung über die Ursachen des Verlustes an. Die Ergebnisse der Untersuchung sollten in zukünftige Missionen einfließen. Vorsitzender des Untersuchungsgremiums war ESA-Generalinspekteur René Bonnefoy.
Im Dezember 2005 meldete der Leiter des Projekts, Colin Pillinger, das Gerät auf Bildern der Marsoberfläche entdeckt zu haben, und betrachtete das „Geheimnis um Beagle 2“ für weitgehend geklärt. Eine NASA-Kamera habe klar identifizierbare Merkmale eingefangen, darunter den Airbag und das Solar-Panel. Aufnahmen der NASA-Sonde Mars Global Surveyor (MGS) würden eine Rekonstruktion der Geschehnisse am 19. Dezember 2003 ermöglichen, als der Kontakt zu Beagle 2 abriss. Pillinger erklärte, der mobile Forschungsroboter der europäischen Marsmission vom Dezember 2003 stecke in einem Krater des Planeten nahe der eigentlich vorgesehenen Landestelle. Laut Einschätzung Pillingers und seines Mars-Teams kam es zu einer unerwartet harten Landung des Beagle 2, möglicherweise durch beträchtliche Luftdruckschwankungen zum Zeitpunkt der Landung. Dabei seien wahrscheinlich Instrumente für die Kommunikation zerstört worden.
Anhand einige Jahre später gemachter Fotos des Mars-Erkundungssatelliten Mars Reconnaissance Orbiter (MRO) konnten die Berichte über die Entdeckung nicht bestätigt werden. Die vermuteten Fragmente von Beagle 2 konnten mit der HiRise-Kamera, die deutlich leistungsstärker ist als die Kamera des MGS, in dem vermuteten kleinen Krater nicht gefunden werden. 

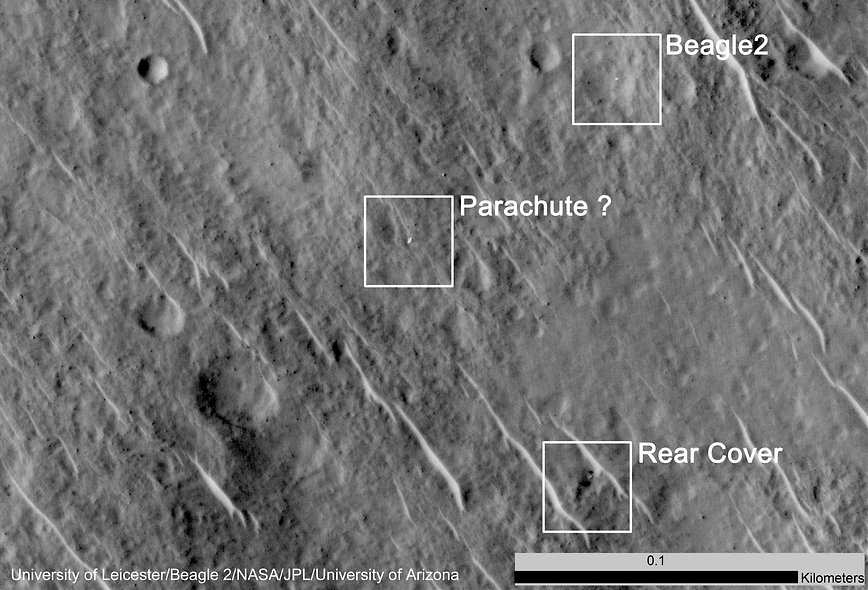
Landestelle von Beagle 2

Nach über elf Jahren, in denen die Sonde als verschollen galt, konnte im Januar 2015 auf Aufnahmen des MRO vom 29. Juni 2014 die Landestelle von Beagle 2 schließlich an der Position 11,5° Nord und 90,4° Ost ausfindig gemacht werden. Die Aufnahmen zeigen die offensichtlich weich gelandete Sonde, deren Solarpanele zumindest zum Teil geöffnet sind. In der näheren Umgebung konnten auch der Fallschirm und eine abgeworfene Abdeckung identifiziert werden.
Den Grund für das Scheitern der Beagle-2-Mission mit letzter Sicherheit zu ermitteln, wird nicht mehr möglich sein. Über die gesamte Abstiegsphase liegen keinerlei Telemetriedaten vor, die näheren Aufschluss über die Ursache der Probleme geben könnten. Ein ähnliches Problem hatte die NASA im Jahr 1999, als der Mars Polar Lander bei der Landung verloren ging. Die Ursachen für dessen Verlust sind bis heute nicht eindeutig aufgeklärt. Die NASA zog jedoch Konsequenzen aus dem Totalverlust und modifizierte die Landesysteme der Mars Exploration Rover Spirit und Opportunity. Diese sendeten während der sechsminütigen Landephase 36 verschiedene Tonsignale aus, mit denen sie die Ausführung einzelner Aktionen, wie z. B. das Öffnen des Landefallschirms, bestätigten. Auf diese Weise hätte bei etwaigen Problemen die Ursache eines Fehlers besser eingegrenzt werden können.

## Fazit
Die Beagle-2-Mission war ein ehrgeiziges europäisches Projekt, das unter enormem Zeitdruck mit einem vergleichsweise sehr kleinen Etat von nur 30 Millionen Euro realisiert wurde.
Die Mission war im doppelten Sinn ein riskantes Projekt. Zum einen hatte die ESA keinerlei Erfahrung mit Landungen von Sonden, und zum anderen war in dieser Form noch nie vorher versucht worden, mit nur einer Mission einen Orbiter (Mars Express) und einen Lander (Beagle 2) zum Mars zu bringen. Während des Abkopplungsmanövers hatte die Muttersonde Mars Express Kollisionskurs mit dem Mars und konnte keine Befehle vom Europäischen Raumflugkontrollzentrum der ESA (ESOC) empfangen, weil ihre Antenne während dieses Manövers nicht auf die Erde ausgerichtet werden konnte.
Nach dem Verlust des Funkkontaktes zu Beagle 2 wurde in den deutschsprachigen Massenmedien kritisch über die Mission berichtet. Es waren Überschriften wie „PR-Crash auf dem Mars“ oder „Fehlschlag auf dem Mars“ zu finden. Betrachtet man die Liste der Marsmissionen, wird klar, dass die Geschichte der unbemannten Raumfahrt zum Mars immer wieder von Rückschlägen und Totalverlusten gekennzeichnet ist. Nur rund ein Drittel aller Missionen haben den Mars erreicht. Beagle 2 war der erste europäische Versuch, auf dem Mars zu landen.

## Weitere Pläne
Professor Pillinger plante zunächst einen weiteren Versuch mit einem verbesserten Modell von Beagle 2 zum Zeitpunkt des nächsten „Anflugfensters“ im Jahre 2007. Insbesondere sollte die oben ausgeführte Verfolgung der Abstiegsphase des Landers mittels Telemetrie ein wichtiges neues Element sein. Die Sonde sollte hierfür so umgebaut werden, dass die Antenne außen liegt und nicht wie bisher erst ausgefahren werden kann, wenn das Landegerät nach der Landung bereits aufgeklappt am Boden liegt. Zu diesem Versuch kam es aber nicht.
Durch die ESA-Rover-Mission ExoMars, die zusammen mit Russland geplant wurde, hätte eine weitere Beagle-Mission ihren Sinn verloren. Inzwischen ist auch das ExoMars-Projekt auf Eis gelegt worden.